# Sextidi
Die zwölf Monate des republikanischen Kalenders der Französischen Revolution sind jeweils in drei „Dekaden“ zu zehn Tagen eingeteilt. Sextidi ist der sechste Tag einer Dekade. Der 6. 16. und 26. jedes Monats und die Fête de la révolution der Sansculottiden fallen auf einen Sextidi.

## Tagesnamen
Die Tagesnamen des Sextidi waren (wie die meisten anderen Tagesnamen) landwirtschaftliche Nutzpflanzen. Nur im Nivôse wurden die Tage nach Mineralen und tierischen Substanzen benannt.
| Monat         | 1re Décade | 1re Décade               | 2e Décade | 2e Décade                   | 3e Décade | 3e Décade               |
| ------------- | ---------- | ------------------------ | --------- | --------------------------- | --------- | ----------------------- |
| Vendémiaire   | 6.         | Balsamine (Springkraut)  | 16.       | Belle de nuit (Wunderblume) | 26.       | Aubergine (Aubergine)   |
| Brumaire      | 6.         | Héliotrope (Sonnenwende) | 16.       | Chervi (Zuckerwurz)         | 26.       | Pistache (Pistazie)     |
| Frimaire      | 6.         | Mâche (Feldsalat)        | 16.       | Ajonc (Stechginster)        | 26.       | Pignon (Pinienzapfen)   |
| Nivôse        | 6.         | Lave (Lava)              | 16.       | Silex (Feuerstein)          | 26.       | Étain (Zinn)            |
| Pluviôse      | 6.         | Laurier thym ()          | 16.       | Buis (Buchsbaum)            | 26.       | Guèdre (Färberwaid)     |
| Ventôse       | 6.         | Asaret (Haselwurz)       | 16.       | Epinards (Spinat)           | 26.       | Pissenlit (Löwenzahn)   |
| Germinal      | 6.         | Blette (Rote Bete)       | 16.       | Laitue (Lattich)            | 26.       | Anémone (Anemone)       |
| Floréal       | 6.         | Ancolie (Akelei)         | 16.       | Consoude (Schwarzwurz)      | 26.       | Fusain (Pfaffenhütchen) |
| Prairial      | 6.         | Mélisse (Melisse)        | 16.       | Œillet (Nelke)              | 26.       | Jasmin (Jasmin)         |
| Messidor      | 6.         | Romarin (Rosmarin)       | 16.       | Tabac (Tabak)               | 26.       | Sauge (Salbei)          |
| Thermidor     | 6.         | Prêle (Schachtelhalm)    | 16.       | Guimauve (Eibisch)          | 26.       | Myrthe (Myrte)          |
| Fructidor     | 6.         | Tubéreuse (Tuberose)     | 16.       | Citron (Zitrone)            | 26.       | Bigarade (Pomeranze)    |
| Sansculottide | 6.         | Fête de la révolution    |           |                             |           |                         |